# Passetto di Borgo

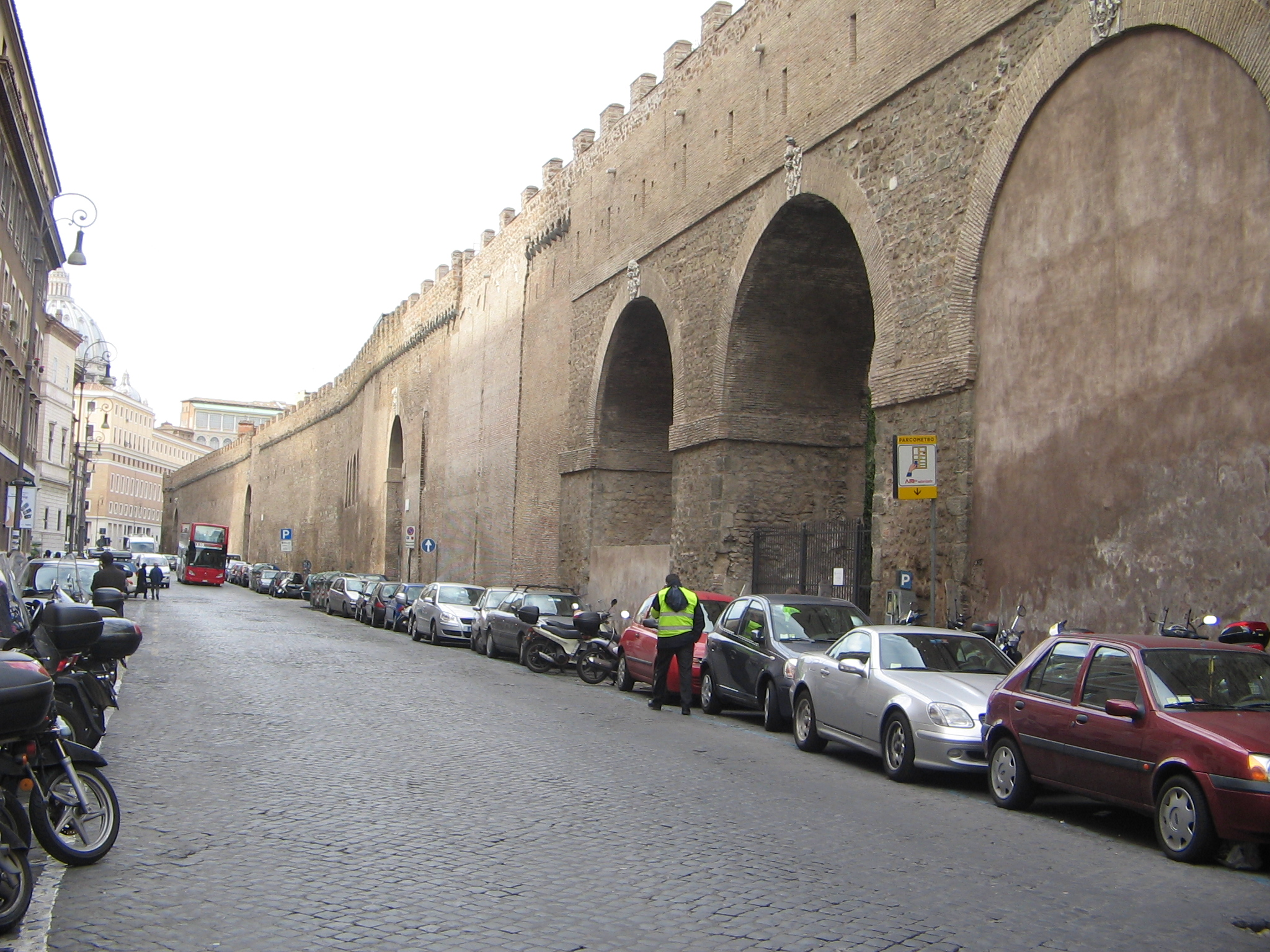
Passetto di Borgo

Der Passetto di Borgo ist ein ca. 800 Meter langer, mittelalterlicher Fluchtgang, der vom Apostolischen Palast im Vatikan zur Engelsburg führt. Erbaut wurde der Passetto 1277 von Papst Nikolaus III. Nach außen eine gewöhnliche Mauer, verbirgt sich im Innern der Gang, der unter anderem den Päpsten Clemens VII. (beim Sacco di Roma – der Plünderung Roms) und Pius VII. (vor Napoleon) zur Flucht aus dem Vatikan in die schwer einnehmbare Engelsburg verhalf.
Beim Sacco di Roma 1527 verteidigte ein Großteil der Schweizergarde (147 von insgesamt 189 Mann) den Petersplatz, um den Papst und den Heiligen Stuhl zu schützen. Bei der Verteidigung fielen alle 147 Mann. Dies ermöglichte Papst Clemens VII. in der Zwischenzeit vom Petersdom aus durch den Passetto di Borgo mit den restlichen 42 Schweizern in die Engelsburg zu fliehen, wo sie von den Angreifern belagert wurden.